# Foguete de combustível sólido

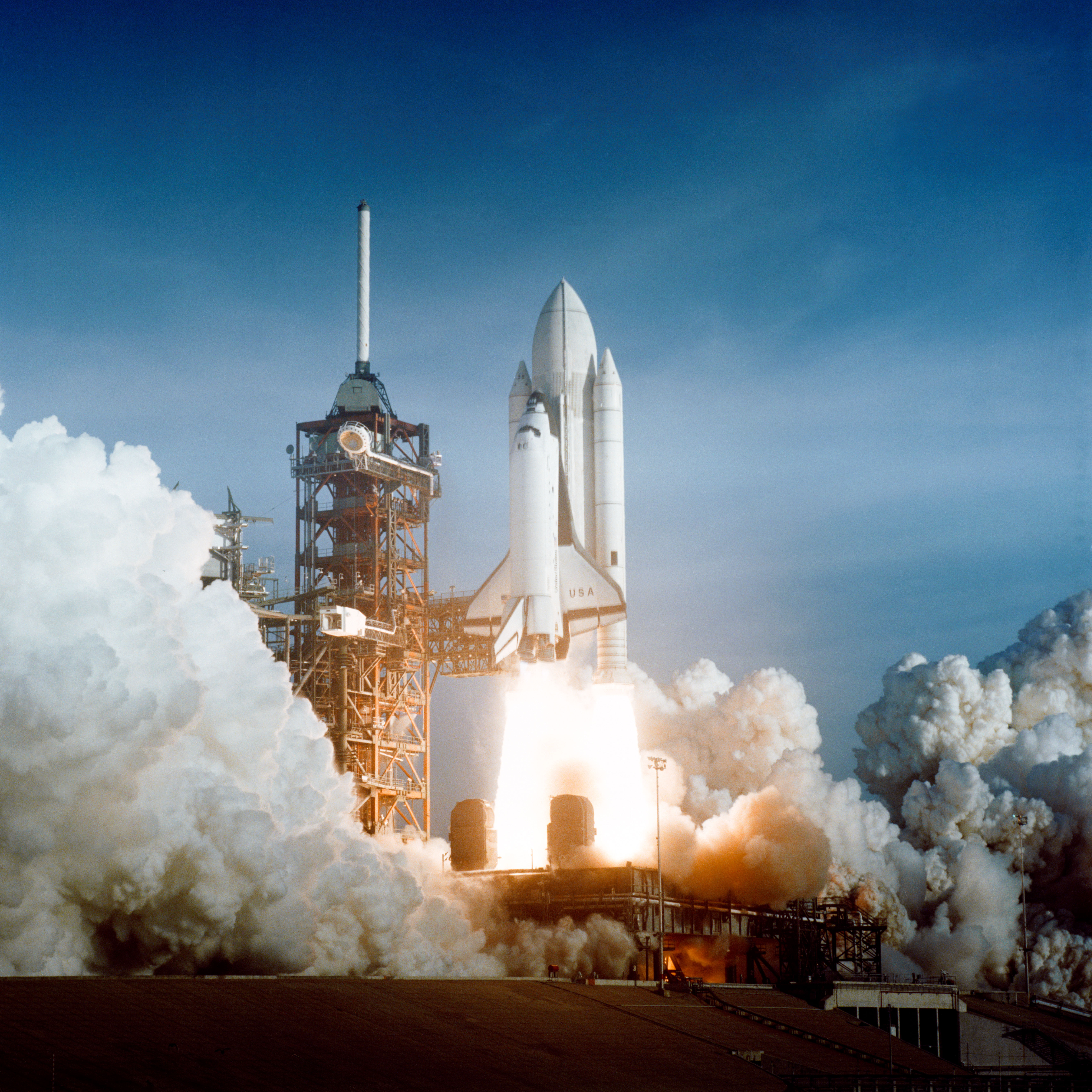
Lançamento da missão STS-1 com a ajuda de dois foguetes propulsores de combustível sólido conhecidos como foguetes reforçadores sólidos (transportador espacial)

Um foguete (português brasileiro) ou foguetão (português europeu) de combustível sólido é um foguete com um motor que usa um propulsor sólido (combustível/oxidante). Os primeiros foguetes usavam este combustível, que funciona com pólvora, usado pelos chineses nas guerras do século XIII. Todos os foguetes usaram alguma forma de propelente sólido ou enchimento sólido até o século XX, quando o foguete de combustível líquido e o foguete de combustível híbrido ofereceram mais eficiência e alternativas controláveis. Os foguetes sólidos ainda são usados no modelismo de foguetes e em grandes aplicações por sua simplicidade e confiabilidade.
Os foguetes de combustível sólido não são estranhos na exploração espacial moderna, mas como podem permanecer armazenados durante grandes períodos - e logo lançados sem problemas e com pouca preparação - frequentemente tem sido usados em aplicações militares tais como os mísseis. Os foguetes de combustível sólido geralmente não são utilizados como propulsor principal na astronáutica moderna de exploração espacial, pois o combustível líquido possui desempenho superior. No entanto, é muito comum sua utilização como foguetes "reforçadores" (booster rockets).

## Conceitos básicos

Motor de um foguete sólido

Um motor de foguete à combustível sólido consta de um revestimento aerodinâmico em sua extremidade, a tubeira, a carga do propulsor (grão), e o dispositivo de ignição.
O grão se comporta como uma massa sólida a qual queima de uma maneira predizível e produz gases de combustão. As dimensões da tubeira são calculadas para manter uma pressão de câmara prevista, enquanto produz o empuxo com os gases de combustão.
Uma vez acendido, um motor simples de um foguete sólido não pode apagar-se, porque contém todos os ingredientes necessários para a combustão dentro da câmara na qual está queimando. Os motores mais avançados de foguetes sólidos não só podem ser regulados mas também podem ser apagados e logo reiniciados, controlando a geometria da tubeira ou mediante o uso de comportas de ventilação. Além disso estão disponíveis motores de foguetes pulsados que queimam em segmentos e que podem ser acendidos com instruções.
O desenhos modernos podem além disso incluir uma tubeira dirigível para controle, aviônica, hardware de recuperação (pára-quedas), mecanismos de auto-destruição (engenharia), APUs, motores de táctica controlável, um diversor controlável e motores de controle de altitude e materiais de controle térmico.

## Desenho
O desenho começa definindo-se o impulso total, o que determina a massa do combustível. A geometria do corte transversal do grão propelente e os componentes químicos são selecionados de acordo com as características do motor pretendidas.
Os componentes a seguir, são escolhidos simultaneamente. Como resultado as dimensões e geometrias do grão propelente, da tubeira e do revestimento são obtidas.
- O grão propelente queima a taxas previsíveis, dadas a sua superfície e a pressão da câmara de combustão.
- A pressão da câmara de combustão, é determinada pelo diâmetro do bocal da tubeira e a taxa de queima do grão propelente.
- A pressão da câmara de combustão depende do desenho do revestimento.
- A duração do tempo de queima é determinado pela consistência (dureza) do grão propelente.

O grão propelente pode ou não ser parte integrante do revestimento. Motores com o grão propelente integrado ao revestimento são mais difíceis de construir, pois a deformação dos componentes do revestimento e do grão propelente precisam ser compatíveis.
Problemas comuns nos motores de foguete à combustível sólido incluem: fratura do grão propelente, falha na aderência do grão ao revestimento e bolhas de ar no grão. Todos eles produzem um aumento instantâneo na superfície da área de queima, com um correspondente aumento dos gases sendo expelidos e da pressão, o que pode causar uma ruptura no revestimento.
Um outro tipo de falha que pode ocorrer, é no desenho da selagem do revestimento. Um processo que garanta essa estanqueidade é necessário se esse revestimento precisa ser aberto para colocar o grão combustível. Se ocorre um problema de falta de estanqueidade, os gases quentes vão corroer qualquer junção e provocar uma falha. Esta foi a causa do desastre com o Space Shuttle Challenger.

## Grão propelente
Combustíveis sólidos de foguetes são deflagrados a partir da superfície exposta do grão propelente na câmara de combustão. Dessa forma, a geometria do corte transversal do grão propelente dentro do motor é determinante para a performance do motor como um todo. A medida que a superfície do grão combustível queima, o seu formato se modifica (isso é um tema de estudo em balística), geralmente alterando a área da superfície exposta aos gases da câmara de combustão. O fluxo de massa (kg/s), e também a pressão dos gases em combustão gerados é função da área de superfície instantânea {\displaystyle A_{s}}, (m2), e taxa de queima linear {\displaystyle b_{r}}(m/sec):
{\displaystyle {\dot {m}}=\rho \cdot A_{s}\cdot b_{r}}
Várias configurações geométricas de corte transversal do grão propelente podem ser usadas dependendo da finalidade e da curva de empuxo desejada:

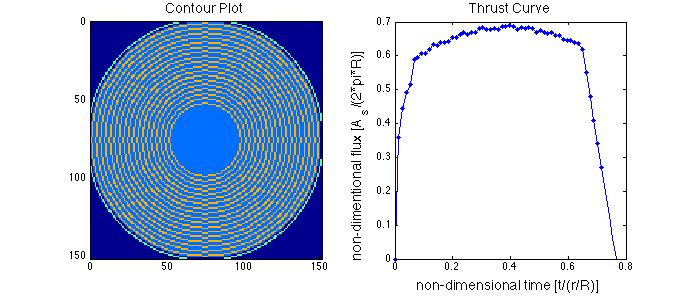
Simulação de Cano Circular
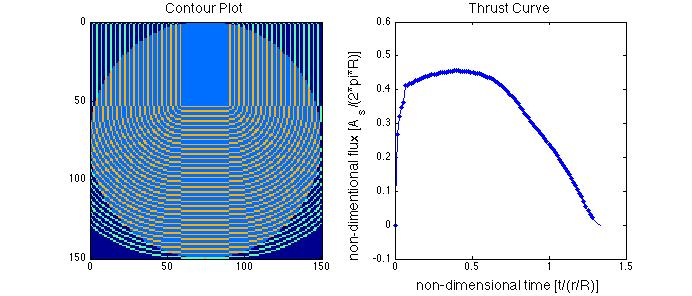
Simulação C-Slot
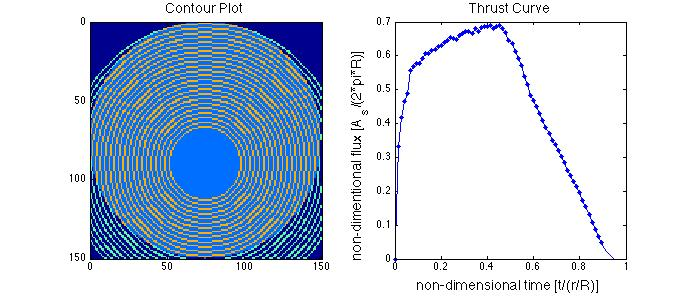
Simulação de Queimador em Lua
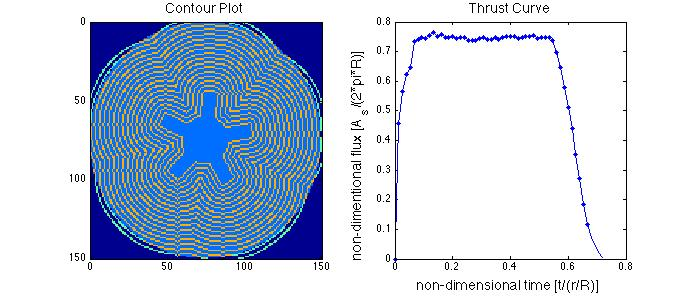
Simulação de Finocyl 5-pontos

- Cano Circular: quando em testes balísticos, produz uma curva de empuxo progressiva-regressiva.
- Queima Final: o propelente queima de uma extremidade à outra, produzindo uma queima longa e constante, geralmente sofre de dificuldades térmicas e mudança de centro de gravidade.
- C-Slot: o propelente recebe um chanfro lateral em toda a extensão, produzindo um empuxo longo e regressivo, geralmente sofre de dificuldades térmicas e mudança de centro de gravidade.
- Queimador em Lua: Um tubo oco fora do centro, produz uma longa queima progressiva-regressiva, sofre de alterações assimétricas do centro de gravidade.
- Finocyl 5-pontos: geralmente formatos em estrela de 5 ou 6 pontas que podem produzir um empuxo muito equilibrado, com uma taxa de queima um pouco mais rápida que a circular devido ao aumento da área de superfície.

## Satélites de Comunicação
Os satélites de comunicação da série HS 376, da qual fizeram parte os satélites Brasilsat A1 e Brasilsat A2, possuem um foguete de combustível sólido que é usado como motor de apogeu, para fazer a fase final da transferência de Hohmann.